# Anița Nandriș
Anița Nandriș-Cudla (n. 1904, Mahala, Austro-Ungaria – d. 30 august 1986, Mahala, RSSU) a fost o țărancă română din Bucovina de Nord, cunoscută pentru că a lăsat una dintre cele mai importante mărturii scrise despre calvarul trăit în Gulagul sovietic. Ea a fost deportată împreună cu cei trei fii ai săi și alți 13.000 de bucovineni și basarabeni în Siberia, dincolo de Cercul Polar, în timpul celui de-al Doilea Război Mondial, după ce Bucovina de Nord fusese ocupată de Uniunea Sovietică (iunie 1941).
Separată de soțul și de mama ei bolnavă, pe care nu avea să-i mai revadă niciodată, a supraviețuit regimului de înfometare, bolilor și muncii într-un mediu extrem de dur, reușind să își crească cei trei fii și să se întoarcă cu ei pe plaiurile natale în 1961. Cartea sa de memorii, intitulată 20 de ani în Siberia. Destin bucovinean, a fost tipărită abia după 1989, în România, fiind distinsă cu Premiul „Lucian Blaga” al Academiei Române. A fost tradusă în mai multe limbi de circulație internațională.

## Biografia

### Familia
Într-o zi eram cu tata și cu mama prin grădină. Ei prășiau și eu pliveam niște rînduri de pepeni. S-a apropiet amiazăzi, am mers în casă, am stat la masă. Tata zice, bine ar fi măcar o jumătate de cias de odihnă, căci afară era o căldură mare, dar mama zice, lăsăm odihna, mergem și mai prășim căci s-a încurcat buruianu. Și am eșit din casă. Nu am ajuns bine la locu unde prășiam și deodată să aude o împușcătură din canoană și să aude o vîjîitură cum vine plumbul și pică în fața casei. Trăsnește a doilea oară și explodiază, farmă fereștile, prin casă tăt sticle, bucăți de schije, plumbi înfipți în pareți. Cinci minute să mai fi stat noi să ne fi odihnit, ne facia praf pe toți. De aiestea cazuri erau adesea cît era frontu așa aproape.
Anița Nandriș s-a născut într-o familie înstărită de țărani români din Bucovina, pe vremea când satul natal Mahala făcea parte din Austro-Ungaria. Era singura fată dintre șapte frați. În anii copilăriei a trăit Primul Război Mondial, linia frontului dintre Puterile Centrale și Imperiul Țarist trecând de mai multe ori peste de satul ei. În 1917, în timpul ocupației de către ruși („muscali”) a satului, a avut loc un episod traumatic, care avea să o marcheze: trei soldați au intrat în gospodăria familiei, pentru a rechiziționa cei patru cai. Tatăl și frații mai mari fiind înrolați în armată, mama s-a opus soldaților și a fost bătută cu bestialitate sub privirile celor patru copii rămași, îmbolnăvindu-se iremediabil și rămânând legată de pat pentru tot restul vieții. Consecința acestui ghinion a fost că fata a trebuit să renunțe la școală și să preia treburile gospodăriei și îngrijirea mamei sale, în timp ce frații ei s-au realizat, unul dintre ei fiind savantul Grigore Nandriș.
Anița Nandriș s-a căsătorit cu Chirică Cudla, un țăran din Mahala; tatăl ei nu a fost de acord, întrucât și-ar fi dorit să o căsătorească cu un băiat dintr-o familie mai bogată, dintr-un sat învecinat. Primind zestre doar două hectare de pământ de la părinții miresei și tot două din partea părinților mirelui, tinerii și-au întemeiat o gospodărie proprie, Anița împărțindu-și timpul între propria gospodărie și îngrijirea mamei, care rămăsese în gospodăria paternă. Mai târziu, după ce a născut, a mutat-o pe mama sa la ea.

### Ultimatumul sovietic din 1940, deportarea
Al Doilea Război Mondial a început în septembrie 1939, la câteva zile după semnarea de către Germania nazistă și Uniunea Sovietică a pactului Ribbentrop-Molotov, al cărui protocol secret consfințea împărțirea în sfere de influență a Europei de Est. Era doar o chestiune de timp până României i-a fost prezentat Ultimatumul sovietic din iunie 1940, pe care România l-a acceptat, în speranța unei răsturnări ulterioare de situație. În consecință, administrația română a părăsit Basarabia și Bucovina, arhivele comunale fiind mutate în grabă, după cum stă mărturie cartea de memorii a Aniței Nandriș.
Foarte mulți români conștienți de cruzimea regimului stalinist au preferat să-și părăsească avuțiile, refugiindu-se în grabă în Vechiul Regat. La fel și familia Cudla, au încărcat o parte din avuții în căruță și au mers la Cernăuți, apoi spre graniță, însă în cele din urmă au hotărât să rămână, întrucât soțul nu a putut să-și abandoneze întreaga agoniseală.
Momentul deportării a început când membrii NKVD opreau în fața gospodăriilor din sat, înconjurau casa, apoi citeau numele celor care urmau să fie deportați de pe o listă. Asta s-a întâmplat și familiei Cudla. Inițial era pe listă și mama Aniței, însă văzând că este neajutorată, comuniștii au șters-o, lăsând-o singură în casă.
Drumul a fost sinuos, deportații neștiind la nici un moment ce avea să se întâmple cu ei. În gara din care au pornit trenurile de deportați, situată într-o localitate apropiată de satul Mahala, Anița și copiii au fost separați de capul familiei, a cărui destinație și al cărui destin aveau să le afle abia peste ani de zile. A fost urcată împreună cu copiii într-un vagon de vite, umplut până la refuz cu persoane din Bucovina, printre ele femei, bărbați, copii din satul Mahala, din sate învecinate și chiar evrei. A avut ideea de a scrie cu un creion chimic un mesaj pentru mama ei, pe care l-a aruncat când trenul a trecut în dreptul satului natal.
Ajunși în Siberia, au fost supuși unui regim de muncă forțată și de înfometare, fiind hrăniți cel mai des doar cu cantități infime de pâine (300 sau 700 de grame) și apă. Primele ierni au fost cele mai grele, acestea cerând tribut nenumărate vieți. Lipsa de fructe și legume a cauzat o epidemie de scorbut, boală de care s-au vindecat culegând „iagode”, un fruct autohton. Cu timpul s-au obișnuit cu frigul și traiul străin din Rusia, băieții făcându-și un rost. După cinci ani în Siberia, Anița Nandriș a putut trimite prima scrisoare, însă întâmplarea făcea că în aceeași zi murea mama ei, care fusese dusă în siguranță, la București, de ceilalți copii din România.

### Reîntoarcerea la Mahala
Anița Nandriș-Cudla și-a revăzut pentru prima dată satul natal după 15 ani, în 1957, când a întreprins o călătorie cu fiul cel mic. În 1960 s-a hotărât să se întoarcă de tot cu copii. Redobândirea gospodăriei a fost problematică: în urma eforturilor celor trei frați, autoritățile centrale le-au dat dreptate, însă ei s-au lovit de obtuzitatea autorităților locale. Vasile a fost obligat în timpul următoarelor veri să se întoarcă la munca de căpitan de vas de pescuit în Siberia, la vărsarea Fluviului Obi în Oceanul Arctic, pentru a susține financiar familia și construcția unei noi case pentru uzurpatorii locuinței lor. Anița Nadriș a decis să aștearnă pe hârtie calvarul prin care a trecut. 

## Cartea
Manuscrisul, care dezvăluie grafia unei femei fără învățătură, dar cu un talent de povestitoare deosebit, a fost adus clandestin în România, încă în timpul regimului comunist. El îi fusese încredințat în 1982 de autoare lui Gheorghe Nandriș, nepot, fiul fratelui Florea, pe care femeia l-a pus să jure că îl va trece în România. Cartea a fost tipărită pentru prima oară după Revoluția din 1989, în 1991, la Editura Humanitas, condusă de Gabriel Liiceanu. Editorul a hotărât să păstreze în mare parte grafia originală, care reflectă graiul bucovinean. Pe lângă regionalismele de această sorginte, o clasă aparte de cuvinte care dau unicitatea lexicului cărții sunt cele rusești.
Marea intelectuală, critică literară și luptătoare anticomunistă Monica Lovinescu spunea: „Cartea e o revelație și s-ar cere primită ca atare. Nu doar privitor la soarta deportaților români în Gulagul sovietic povestirea Aniței Nandriș-Cudla aduce o mărturie esențială, dar și pentru reconstituirea staturii țăranului bucovinean: o statură net aristocratică, pe care metamorfozele provocate de comunism o aruncaseră nu numai în trecut, ci, s-ar spune, aproape în legendă. Or, iată că, odată cu Anița Nandriș-Cudla, legenda ia conturul firescului, iar realitatea ei ni se impune din nou. După o asemenea carte, orice complex de inferioritate a noastră ca neam ar trebui să dispară. Cartea aceasta, care nu numai că se cere neapărat citită, dar ar merita să fie așezată, prin biblioteci, într-un raft al clasicilor, descrie unul din cele mai cumplite destine.”
Criticul Dan C. Mihăilescu a alcătuit antologia De la coroana regală la cercul polar, punând în oglindă două poluri ale feminității române, a doua sintagmă din titlu făcând referință la experiența deportării Aniței Nandriș în Siberia. Astfel, unei lumi reprezentate de personaje precum „Regina Maria, principesa Martha Bibescu, prințesa Maria Cantacuzino-Enescu - feminitatea labirintică, de budoar imperial, cabinete politice cu anvergură continentală și etajări politice cu multiple strategii”, el îi opune în Elisabeta Rizea și Anița Nandriș-Cudla două modele de „putere trupească și măreție sufletească, povestind la fel de convingător infernul, pe cât de atașant ne prezentaseră cele dinainte fragmentele unor destine paradisiace”.
Tania Radu a scris despre valoarea literară excepțională a cărții.